# オストリュス
オストリュス（Ostrys、fl.466年 - 471年）は、5世紀のゴート人で、東ローマ帝国の軍人。

## 経歴
オストリュスは、東ローマ帝国の実質的な支配者だったゲルマン人の将軍アスパルに仕え、コンスタンティノープルの宮廷で東ローマ皇帝レオ1世の親衛隊を勤めたゴート人の軍人。466年から467年にかけて、オストリュスはアスパルの下でアナガスト、アンテミウス、バシリスクスらととも軍団を指揮して、ドナウ川の付近で略奪を働くデンギジクらフン族の集団を迎撃している。
アスパルが471年に皇帝レオ1世の陰謀によって殺害されると、オストリュスは報復としてコンスタンティノープルのゴート兵を率いてレオ1世を襲ったが、皇帝直属のエクスクビトルによって撃退された。オストリュスはトラキアへと退き、アスパルの義弟で東ローマ帝国の高官でもあったテオドリック・ストラボを頼って合流した。